# 3. ŽNL Sisačko-moslavačka
3. ŽNL Sisačko-moslavačka predstavlja 8. stupanj nogometnih natjecanja u Hrvatskoj, a 3. stupanj natjecanja u Sisačko-moslavačkoj županiji. 
Ligu čini 28 kluba podijeljena u 3 skupine – Sisak (10), Kutina (11) i Novska (7). 
Prvoplasirani klubovi ulaze u viši rang - 2. ŽNL sisačko-moslavačku, dok nitko ne ispada jer niža liga ne postoji.

## Vanjske poveznice
- Službena stranica nogometnog saveza Sisačko-moslavačke županije